# 瓦努科

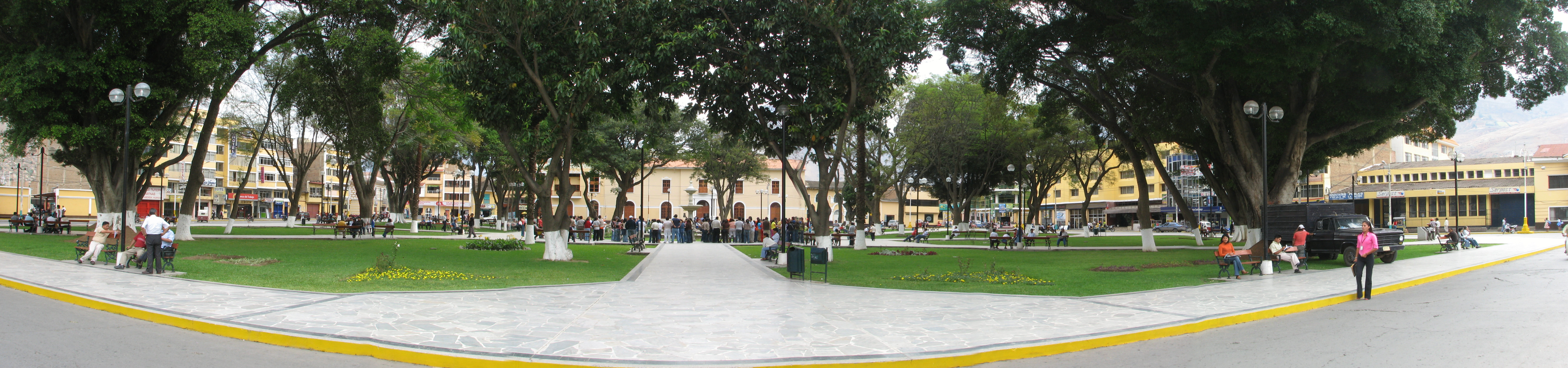
瓦努科

瓦努科是秘魯的城市，位於該國中部，也是瓦努科大區的首府，距離特魯希略971公里，始建於1539年8月15日，海拔高度1,880米，受半乾旱氣候影響，2005年人口74,774。

## 外部連結
- Noticias de Huanuco
- Huanuco （页面存档备份，存于）
- Huánuco （页面存档备份，存于） - Catholic Encyclopedia article

9°55′46.07″S 76°14′22.97″W / 9.9294639°S 76.2397139°W